# Le roi a fait battre tambour
Le roi a fait battre tambour est une chanson populaire française dont la composition est estimée apparaître au début du XVIIe siècle. Cette chanson populaire n'a été recueillie par écrit qu'au XIXe siècle, « on ne peut donc émettre à son sujet que de simples conjectures ».
Le fait historique qui inspire probablement cette chanson est la mort de Gabrielle d'Estrées, morte au matin du 10 avril 1599, alors qu'elle était la favorite du roi Henri IV depuis 1591. La mort parut suspecte en raison de la procédure engagée par le roi pour l'annulation du mariage avec Marguerite de Valois, qui fut visée, mais également Marie de Médicis, accusée de l’avoir fait empoisonner.
Lorsque Louis XIV, en 1668, se tourna vers Athénaïs de Rochechouart (supplantant l'ancienne favorite, Mademoiselle de La Vallière), son époux, le Marquis de Montespan, « la chanson dut avoir un regain de faveur ».
L'histoire se poursuit avec Madame de Vintimille, fille du Marquis de Nesles, qui devint la favorite de Louis XV en 1738 et mourut en couche, suspecté d'empoisonnement.

## Paroles
| Version traditionnelle | Version critique de Georges Doncieux |
| --- | --- |
| Le roi a fait battre tambour Pour voir toutes ses dames Et la première qu'il a vue Lui a ravi son âme Marquis dis-moi la connais-tu Qui est cette jolie dame ? Le marquis lui a répondu Sire roi, c'est ma femme. Marquis, tu es plus heureux que moi D'avoir femme si belle Si tu voulais me la donner Je me chargerais d'elle. Sire, si vous n'étiez le roi J'en tirerais vengeance Mais puisque vous êtes le roi A votre obéissance. Marquis ne te fâche donc pas T'auras ta récompense Je te ferai dans mes armées Beau maréchal de France. Adieu, ma mie, adieu, mon cœur ! Adieu mon espérance ! Puisqu'il nous faut servir le roi Séparons-nous d'ensemble ! La reine a fait faire un bouquet De belles fleurs de lys Et la senteur de ce bouquet A fait mourir marquise. | Quand le roi entra dans la cour pour saluer ces dames La première qu'il salua, el a ravi son âme. Le Roi demanda au Marquis : "A qui est cette dame?" Le Marquis lui a répondu : "Sire Roi, c'est ma femme." -Marquis, t'es plus heureux qu'un roi, d'avoir femme si belle. Si tu voulois, j'aurois l'honneur de coucher avec elle." -Sire, vous avez tout pouvoir, tout pouvoir et puissance : Mais si vous n'étiez pas le Roi, j'en aurois ma vengeance! -Marquis, ne te fâche donc pas, t'auras ta récompense : Je te ferai dans mes armé's beau maréchal de France ! -Adieu m'amie, adieu mon coeur, adieu mon espérance ! Puisqu'il te faut servir le Roi, séparons-nous d'ensemble." Le Roi l'a prise par la main, l'a menée en sa chambre ; La belle, en montant les degrés, a voulu se défendre. "Marquise ne pleurez pas tant ! Je vous ferai princesse, De tout mon or et mon argent, vous serez la maîtresse." Gardez votre or et votre argent ! N'appartient qu'à la Reine J'aimerais mieux mon doux Marquis Que toutes vos richesses. La Reine lui fit un bouquet de toutes fleurs jolies, Et la senteur de ce bouquet fit mourir la Marquise. Le Roi lui fit faire un tombeau, tout en fer de Venise ; Sur sa tombe mit un écrit : "Adieu, belle Marquise !" |

## Histoire
La chanson est restée dans le répertoire de la chanson populaire française, à tel point que l'on compte au moins cinquante-cinq versions de cet air. Sa diffusion atteint toutes les provinces de France jusqu'au Canada, mais elle n'est recueillie par écrit que par les collectionneurs au XIXe siècle.
Elle a été l'objet de nombreuses reprises par des chanteurs de variété françaises : Édith Piaf et Les Compagnons de la chanson, Yves Montand, Marie Laforêt, Anne Sylvestre, Guy Béart, Dorothée et les Récréamis, Luc Arbogast...[réf. nécessaire]
Le Poème harmonique, dirigé par Vincent Dumestre, en propose une version dans la version critique de Georges Doncieux avec une instrumentation baroque.
Il y a aussi une version en italien, traduit par Fabrizio De André et inséré dans l'album Volume III.

## Utilisations dans la littérature
Dans son roman Le Montespan qui se veut retracer l'histoire d'amour du marquis de Montespan pour sa femme, que le Roi a pourtant choisi comme favorite, Jean Teulé ponctue son récit de passages de cette chanson, rappelant ainsi l'histoire de cet air et annonçant dès le début, pour qui connaît les paroles de cette chanson, le destin tragique du marquis et de la marquise de Montespan.[réf. nécessaire]